# Семёновка (Новокуйбышевск)
Семёновка — посёлок в городском округе Новокуйбышевск Самарской области России.

## География
Посёлок находится на расстоянии примерно 9 км (по прямой) к югу от города Новокуйбышевск, административного центра округа.

### Часовой пояс
Посёлок Семёновка, как и вся Самарская область, находится в часовой зоне МСК+1. Смещение применяемого времени относительно UTC составляет +4:00.

## История
Посёлок основан в 1918-1919 годах переселенцами из деревни Титовка. Назван по имени первопоселенца Семёна Живайкина.

## Население
| 2010 |
| ---- |
| 37   |

### Национальный состав
Согласно результатам переписи 2002 года, в национальной структуре населения русские составляли 51 % из 41 чел.